# Jahshaka
Jahshaka (от февруари 2009 наричан още CineFx) е безплатен софтуер – видео редактор с отворен код по правилата на GNU General Public License за видеомонтаж и композитинг, разполагащ с версии за операционни системи – Windows, Mac OS X и Linux. Програмата позволява да се създават и наслагват ефекти, анимации и корекции върху видеото в реално време, добавяне и редактиране на звук към картината и поддържа множество формати и резолюции. Също така разполага и със собствена база от 2D и 3D ефекти, поддържа обработване на 3D модели и работа с XML проекти.